# Стенлі (Луїзіана)
Стенлі (англ. Stanley) — селище (англ. village) в США, в окрузі Де-Сото штату Луїзіана. Населення — 132 особи (2020).

## Географія
Стенлі розташоване за координатами 31°57′25″ пн. ш. 93°54′20″ зх. д. / 31.95694° пн. ш. 93.90556° зх. д. (31.956826, -93.905615).  За даними Бюро перепису населення США в 2010 році селище мало площу 5,68 км², з яких 5,62 км² — суходіл та 0,05 км² — водойми.

## Демографія
Згідно з переписом 2010 року, у селищі мешкало 107 осіб у 45 домогосподарствах у складі 32 родин. Густота населення становила 19 осіб/км².  Було 59 помешкань (10/км²).
Расовий склад населення:
| - 95,3 % — білих - 2,8 % — корінних американців - 1,9 % — осіб інших рас |

До двох чи більше рас належало 0,0 %. Частка іспаномовних становила 2,8 % від усіх жителів.
За віковим діапазоном населення розподілялося таким чином: 26,2 % — особи молодші 18 років, 60,7 % — особи у віці 18—64 років, 13,1 % — особи у віці 65 років та старші. Медіана віку мешканця становила 39,8 року. На 100 осіб жіночої статі у селищі припадало 98,1 чоловіків;  на 100 жінок у віці від 18 років та старших — 83,7 чоловіків також старших 18 років.
Середній дохід на одне домашнє господарство  становив 57 733 долари США (медіана — 46 406), а середній дохід на одну сім'ю — 66 744 долари (медіана — 69 000). За межею бідності перебувало 7,1 % осіб, у тому числі 0,0 % дітей у віці до 18 років та 29,3 % осіб у віці 65 років та старших.
Цивільне працевлаштоване населення становило 79 осіб. Основні галузі зайнятості: роздрібна торгівля — 29,1 %, транспорт — 19,0 %, виробництво — 16,5 %.